# 505 a.C.

## Eventos
- Marco Valério Voluso e Públio Postúmio Tuberto, cônsules romanos, pela cronologia de Varrão.[1][Nota 1]
- Os cônsules tiveram sucesso em uma ação contra os sabinos, e receberam um triunfo por isto, porém isto levou a que os sabinos preparassem para a guerra em larga escala.[1]